# Dálnice 46 (Izrael)
Dálnice 46, přesněji spíš Silnice 46 (hebrejsky: 46 כביש, Kviš 46) je nově zbudované, velmi krátké silniční spojení (nedálničního charakteru) jihovýchodně od Tel Avivu, poblíž Ben Gurionova mezinárodního letiště v Izraeli. Začíná na křižovatce poblíž letiště a pak směřuje severoseverovýchodním směrem v délce 4 kilometrů k vesnici Tirat Jehuda, kde ústí do lokální silnice 4613. Její funkcí bylo odlehčit dálnici číslo 40 probíhající podél východního okraje letiště, která trpí opakovanými ranními a odpoledními dopravními zácpami, vyvolanými pohybem tisíců zaměstnanců letiště a společnosti Israel Aerospace Industries z a do práce.